# Jean-Pierre Bouyxou
Jean-Pierre Bouyxou (Bordeaux, 16 gennaio 1946) è uno scrittore e critico cinematografico francese, attivo anche come sceneggiatore, attore, regista, assistente alla regia, talora sotto gli pseudonimi di Georges Le Gloupier, Jérôme Fandor, Annie Schon, Claude Razat, Georges de Lorzac, Elisabeth Bathory, Philarètre de Bois-Madame.
La sua carriera di critico iniziò nel 1964 quando pubblicò i primi articoli nei fanzine Mercury e Lunatique. In seguito ha scritto per Vampirella, Sex Stars System, Zoom, Métal Hurlant, L'Écho des savanes, Penthouse, Lui, Hara-Kiri, Paris Match, Miroir du fantastique, Ciné-Revue, Continental Film Review, Actuel, Europe, Curiosa, Show Bzzz, Cinéfantastic, Yéti, La Revue du cinéma, Vertigo, Siné Hebdo.
È stato caporedattore di Fascination per trenta numeri, dal 1978 al 1986.
Tra il 1979 e il 1982 ha pubblicato circa quindici romanzi erotici.
Al cinema ha lavorato con Roland Lethem, Jesús Franco (Un caldo corpo di femmina), Jean Rollin (L'itinéraire marin, Le Masque de la Méduse), Gaspar Noé (Vortex, qui nel ruolo di sé stesso) e Alain Payet.
Come regista ha girato dieci film pornografici e quattro cortometraggi sperimentali.
Ha partecipato all'happening dell'artista francese Jean-Jacques Lebel.

## Opere
- Jean-Pierre Bouyxou, Roland Lethem, 65 ans de science-fiction au cinéma, GECF, 1968
- Jean-Pierre Bouyxou, Frankenstein, Premier Plan, 1969
- Jean-Pierre Bouyxou, La Science-Fiction au cinéma, UGE, collection 10/18, 1971
- Jean-Pierre Bouyxou, Femmes légères et chansons grivoises, Aspic, 1972
- Jean-Pierre Bouyxou, Le Couple aux mille perversions, Editions du Pas, 1973
- Jean-Pierre Bouyxou, Ode à l'attentat pâtissier (con lo pseudonimo di Georges Le Gloupier), Deleatur, 1984 e 1995; Club des Ronchons, 1986
- Jean-Pierre Bouyxou, Pierre Delannoy, L'Aventure hippie, Plon, 1992; Editions du Lézard, 1995 e 2000
- Jean-Pierre Bouyxou, Pierre Bourgeade, Noël Simsolo, A propos de Pierre Molinier, Variable et A l'enseigne des Oudin, 1999
- Jean-Pierre Bouyxou, Marc Brincourt, Guillaume Clavières, Stars en liberté, Filipacchi, 2002

### Partecipazione a opere di AA.VV.
- La Grande Encyclopédie de la sexualité, Edilec, 1980-1981
- Une encyclopédie des cinémas de Belgique, Yellow Now et Musée d'Art moderne de la Ville de Paris, 1990
- Une encyclopédie du nu au cinéma, Yellow Now, 1994
- Jeune, dure et pure ! Une histoire du cinéma d'avant-garde et expérimental en France, Cinémathèque française et Mazzotta, 2001
- Jack Arnold, l'étrange créateur, Yellow Now, 2001
- Cultish Shocking Horrors, Glittering Images, 2003

## Radio
- Apportez-nous des oranges, RTBF, 1973-74
- Nuits de Chine, France Inter, 1991-92
- Mauvais Genres, France Culture, dal 2000

## Televisione
- Presentazione di film sul canale Ciné Classics.